# Maksim Samoswat
Maksim Wiaczesławowicz Samoswat (ros. Максим Вячеславович Самосват) (ur. 15 czerwca 1981 w Moskwie) – rosyjski muzyk rockowy, wokalista Mechanical Poet (2003-2006) i Epidemii (2000-2010).

## Biografia
Jego pierwszym zespołem był Orcrist, w skład którego wchodzili przyszli członkowie Epidemii: Ilija Kniazew i Roman Zaharow. Na początku swojej kariery występował z takimi zespołami jak Lady Prowler, Strangers i Travel to the Night.
W latach 2000–2010 był wokalistą rosyjskiego power metalowego zespołu Epidemia, gdzie zastąpił Pawła Okunewa (obecnie występującego w zespole Arda). W 2001 roku grupa wydała album „Zagadka Wołszebnoj Strany” (Zagadka magicznej krainy).
W 2004 roku grupa we współpracy z innymi znanymi rosyjskimi wokalistami – Arturem Berkutem (Arija), Lexxem (Master), Andrejem Lobaszowem (Arida Vortex), Kirilem Nemoljejewem (Boney NEM) i Dmitrijem Borisenkowem (Czornyj Obelisk) nagrała pierwszą rosyjską metal operę Elfijskaja Rukopis’ (Elficki rękopis), w której Maksim wciela się w postać Dezmonda – półelfa.
W 2005 roku Epidemia wydała swój piąty album, zatytułowany „Living in Twilight”. Płyta zawiera przeróbkę utworów z pierwszego albumu, a utwory zostały wybrane przez fanów za pośrednictwem Internetu.
W 2006 Samoswat uczestniczył w nagraniu grupy Master „Po tu storonu sna” (Po drugiej stronie snu) w projekcie Margenta z tekstami Margarity Puszkinej. Piosenka w wykonaniu Maksima nosi tytuł „Za granyu” (Ponad). Samoswat brał także udział w nagraniu płyt zespołów Everlost – Noise Factory i Hatecraft – Lost Consolation.
W 2007 został opublikowany sequel metal opery zatytułowany „Elfijskaja Rukopis’: Skazanije na Wsie Wremiena” (Elficki rękopis: Legenda po wsze czasy).  W projekcie ponownie wzięło udział wielu słynnych artystów : zaangażowani w pierwszą część metal opery – Berkut, Lobaszew, Borisenkov i Nemoljajew – a także Mihail Seryszew (ex-Master), Konstantin Rumjancew (Troll Gnet El) Ekaterina Belobrowa (The Teachers), Ewgenij Egorow (Epidemia). Maksim ponownie zaśpiewał partie Dezmonda.
Maksim był także wokalistą progressive rockowej grupy Mechanical Poet. Z jego udziałem nagrano dwie płyty: w 2003 roku – „Handmade Essence”, a w 2004 – „Woodland Prattlers”. W 2005 roku Maxim został zaproszony do ponownej współpracy z grupą, ale wolał pozostać w Epidemii. Jego miejsce w Mechanical Poet objął Jerry Lenin.
25 października 2010 roku Maksim ogłosił odejście z Epidemii. Ostatnie występy z grupą odbyły się 12 października 2010 w Petersburgu i 12 listopada 2010 w Moskwie.

## Dyskografia

### Epidemia
- Загадка Волшебной Страны (Zagadka magicznej krainy) – album – 2001
- Эльфийская Рукопись (Elficki rękopis) – album koncepcyjny – 2004
- Жизнь в сумерках (Życie w zmierzchu) – 2005
- Эльфийская Рукопись: Сказание на Все Времена (Legenda po wsze czasy) – album koncepcyjny – 2007
- Сумеречный Ангел (Anioł zmroku) – singiel – 2009
- Дорога Домой (Droga do domu) – album – 2010

### Mechanical Poet
- Handmade Essence (2003)
- Woodland Prattlers (2004)

### Inne
- Hatecraft – Lost Consolation (2005)
- Catharsis – Крылья (Skrzydła) (2005)
- Мастер – По ту сторону сна (Druga strona snu) (2006)
- Фактор страха – Театр Военных Действий, Акт 1 (Teatr działań wojskowych. Akt 1) (2005)
- Everlost – Noise Factory (2006)
- Алексей Страйк – Время полной луны (Czas pełni) (2005)
- Бони НЕМ – Тяжелые Песни О Главном. Часть 2(Ciężkie piosenki o tym co najważniejsze. Część 2) (2008) – gościnnie
- Ольви – Сказочный сон (Wyśniony Sen) (2009)